# Pinerolo
Pinerolo este o comună din provincia Torino, Italia. În 2011 avea o populație de 34.906 de locuitori.

## Demografie
Pinerolo - evoluția demografică

|  | Graficele sunt indisponibile din cauza unor probleme tehnice. Mai multe informații se găsesc la Phabricator și la wiki-ul MediaWiki. |

Date: Recensăminte sau birourile de statistică - grafică realizată de Wikipedia

## Personalități născute aici
- Fabrizio Scripcariu (n. 2006), canotor român.